# 伊美利安奴·貝安迪亞
伊美利安奴·貝安迪亞（西班牙語：Emiliano Buendía Stati，西班牙語發音：[emiˈljano βwenˈdi.a ˈstati]，通常稱 Emi，西班牙語發音：[ˈemi]，1996年12月25日—），是一名阿根廷的職業足球運動員，司職攻擊中場，現效力英超球會阿士東維拉及阿根廷國家足球隊。

## 俱樂部生涯

### 諾域治
2018年6月8日，貝安迪亞與英冠球隊諾域治簽下了為期四年的合約。

### 阿士東維拉
2021年6月，阿士東維拉與諾域治達成協議，轉會费3300萬英鎊，外加500萬鎊浮動獎金。這是阿斯頓維拉的創紀錄簽約和諾維奇城的創紀錄銷售。

## 榮譽

### 俱樂部
基達菲
- 西班牙乙組足球聯賽附加賽：2016–17

 諾域治
- 英格蘭足球冠軍聯賽：2018–19[6]、2020–21[7]賽季

### 個人
- 英格蘭足球冠軍聯賽賽季最佳球員：2020–21
- 諾域治賽季最佳球員：2020–21

## 外部連結
- 伊美利安奴·貝安迪亞在BDFutbol中的档案
- 伊美利安奴·貝安迪亞 at Futbolme （西班牙語）
- Soccerway資料庫：伊美利安奴·貝安迪亞